# Olav Økern
Olav Nilsen Økern (7 lipca 1909 w Hole, zm. 11 kwietnia 2000 tamże) – norweski biegacz narciarski, brązowy medalista olimpijski oraz srebrny medalista mistrzostw świata.

## Kariera
Jego olimpijskim debiutem były igrzyska w Sankt Moritz w 1948 roku. Wspólnie z Erlingiem Evensenem, Reidarem Nyborgiem i Olavem Hagenem wywalczył brązowy medal w sztafecie 4 × 10 km. Na tych samych igrzyskach zajął także 13. miejsce w biegu na 18 km techniką klasyczną. Cztery lata później, podczas igrzysk olimpijskich w Oslo zajął czwarte miejsce na dystansie 50 km techniką klasyczną. Walkę o brązowy medal przegrał ze swoim rodakiem Magnarem Estenstadem. Był to jego jedyny start na norweskich igrzyskach.
W 1938 roku wystartował na mistrzostwach świata w Lahti. Wraz z Ragnarem Ringstadem, Arne Larsenem i Larsem Bergendahlem zdobył srebrny medal w sztafecie.
Wygrał bieg na 18 km podczas zawodów Holmenkollen ski festival w 1940 r. Podczas II wojny światowej został aresztowany przez Niemców i osadzony w obozie koncentracyjnym koło Hamburga. W 1952 roku, w wieku 42 lat został wicemistrzem Norwegii w biegu na 50 km. W 1950 r. został nagrodzony medalem Holmenkollen.

## Osiągnięcia

### Igrzyska olimpijskie
| Miejsce | Dzień       | Rok  | Miejscowość  | Konkurencja             | Czas biegu | Strata | Zwycięzca        |
| ------- | ----------- | ---- | ------------ | ----------------------- | ---------- | ------ | ---------------- |
| 13.     | 31 stycznia | 1948 | Sankt Moritz | 18 km stylem klasycznym | 1:13:50    | +6:47  | Martin Lundström |
| 3.      | 3 lutego    | 1948 | Sankt Moritz | Sztafeta 4 × 10 km      | 2:32:08    | +12:25 | Szwecja          |
| 4.      | 20 lutego   | 1952 | Oslo         | 50 km stylem klasycznym | 3:33:33    | +5:12  | Veikko Hakulinen |

### Mistrzostwa świata
| Miejsce | Dzień     | Rok  | Miejscowość | Konkurencja          | Czas biegu | Strata | Zwycięzca      |
| ------- | --------- | ---- | ----------- | -------------------- | ---------- | ------ | -------------- |
| 61.     | 25 lutego | 1938 | Lahti       | 18 stylem klasycznym | 1:09:37    | +6:48  | Pauli Pitkänen |
| 2.      | 24 lutego | 1938 | Lahti       | Sztafeta 4 × 10 km   | 2:38:42    | +3:48  | Szwecja        |